# Журавльов Олександр Іванович
Журавльов Олександр Іванович (10 грудня 1910 , Кам'янець, Херсонська губернія  — 11 квітня 1992 , Кривий Ріг, Дніпропетровська область ) — радянський будівельник, бригадир комплексної бригади теслярів будівельного управління "Аглобуд-2" тресту "Криворіжаглобуд". Герой Соціалістичної Праці (1958).
Ударник перших п'ятирічок, стахановець, переможець соцзмагань. Новатор виробництва, раціоналізатор і наставник. Створив власну школу передового досвіду.

## Біографія
Народився 10 грудня 1910 року. Освіта неповна середня. У 1929-1931 роках будував елеватори на півдні УРСР. З 1931 року - на будівництві металургійного заводу "Криворіжсталь".
Учасник Великої Вітчизняної війни з вересня 1941 року у складі стрілецьких частин Червоної армії. У 1945-1958 роках — столяр тресту "Криворіжбуд". У 1958-1974 роках — столяр, майстер-наставник, інструктор виробничого навчання Будуправління № 2 тресту "Криворіжаглобуд" Дніпропетровського раднаргоспу.
Помер 11 квітня 1992 року в Кривому Розі.

## Нагороди
- 09.08.1958: Герой Соціалістичної Праці - з врученням ордена Леніна і золотої медалі "Серп і Молот";
- 09.08.1958: Орден Леніна;
- 06.04.1985: Орден Вітчизняної війни 2-го ступеня;
- Орден Червоного Прапора.

## Пам'ять
- Ім'я на Стелі Героїв у Кривому Розі.